# Rhagoletis penela
Rhagoletis penela är en tvåvingeart som beskrevs av Foote 1981. Rhagoletis penela ingår i släktet Rhagoletis och familjen borrflugor. Inga underarter finns listade i Catalogue of Life.